# Paullinia clavigera

Paullinia clavigera es una especie de planta trepadora perteneciente a la familia de las sapindáceas, nativa de América.

## Descripción
Son bejucos; con tallos 4–6 acostillados, casi completamente glabros; madera simple. Las hojas pinnadamente 5-folioladas, pecíolo y raquis ampliamente alados; folíolos elíptico-lanceolados a obovado-oblongos, de 6–14 cm de largo y 2–5.5 cm de ancho, agudos o acuminados en el ápice, margen subentero a remota y gruesamente serrado-dentado, coriáceos, glabros excepto por las axilas ancistrosas de los nervios del envés, estípulas oblongas, de 10–15 mm de largo, persistentes. Las inflorescencias en racimos solitarios, axilares, tomentulosos, las flores generalmente numerosas, de 3 mm de largo, blancas; los sépalos puberulentos. El fruto no alado, piriforme, obovado, hasta 4 cm de largo y 1.5 cm de ancho, glabro, rojo, estípite 15–20 mm de largo; semillas 3, 6 mm de largo, arilo blanco.

## Distribución y hábitat
Se encuentra ocasional, en los bosques húmedos, bosques secos y áreas alteradas, en las zonas pacífica y atlántica; a una altitud de 0–800 metros, desde México a Nicaragua. Radlkofer también reportó esta especie de la cuenca amazónica en Brasil. Está estrechamente relacionada con Paullinia fibrigera, Paullinia sessiliflora, Paullinia bracteosa y Paullinia pinnata. Se parece a P. pinnata, pero se diferencia de ésta por tener la madera simple y las estípulas grandes.

## Taxonomía
Paullinia clavigera fue descrita por Diederich Franz Leonhard von Schlechtendal y publicado en Linnaea 10: 239–240, en el año 1836.
Etimología
Paullinia: nombre genérico que fue nombrado por Carlos Linneo en honor de Simon Pauli der Jüngere (1603-1680), un médico y botánico alemán quien descubrió la planta.
clavigera: epíteto latíno que significa "con palo nudoso"
Sinonimia